# El Priorato
El Priorato es una pedanía que pertenece al término municipal de Lora del Río, provincia de Sevilla (España), ubicado entre esta localidad y Peñaflor.

## Localización e historia
Se localiza concretamente en la finca “Cortijo El Priorato”, ubicación a la que debe su denominación y que rememora la donación de estas tierras por parte del rey Fernando III de Castilla en el siglo XIII al Priorato de la Orden del Hospital de San Juan de Jerusalén. El enclave queda determinado por la carretera A-431, por la vía del ferrocarril y por el riego que marca la zona de las parcelas de los vecinos. Antonio Fernández Alba firma el Proyecto de Ordenación General en 1964, siendo el encargado de la dirección de obra el arquitecto de la delegación de Córdoba José Antonio Gómez-Luengo, dando lugar a uno de los ejemplos más relevantes del urbanismo de España en la segunda mitad del siglo XX. En mayo de 1980, Gómez-Luengo lleva a cabo una última ampliación del pueblo, respetando el modelo diseñado por Vanesa Cortes.

## Urbanismo y arquitectura

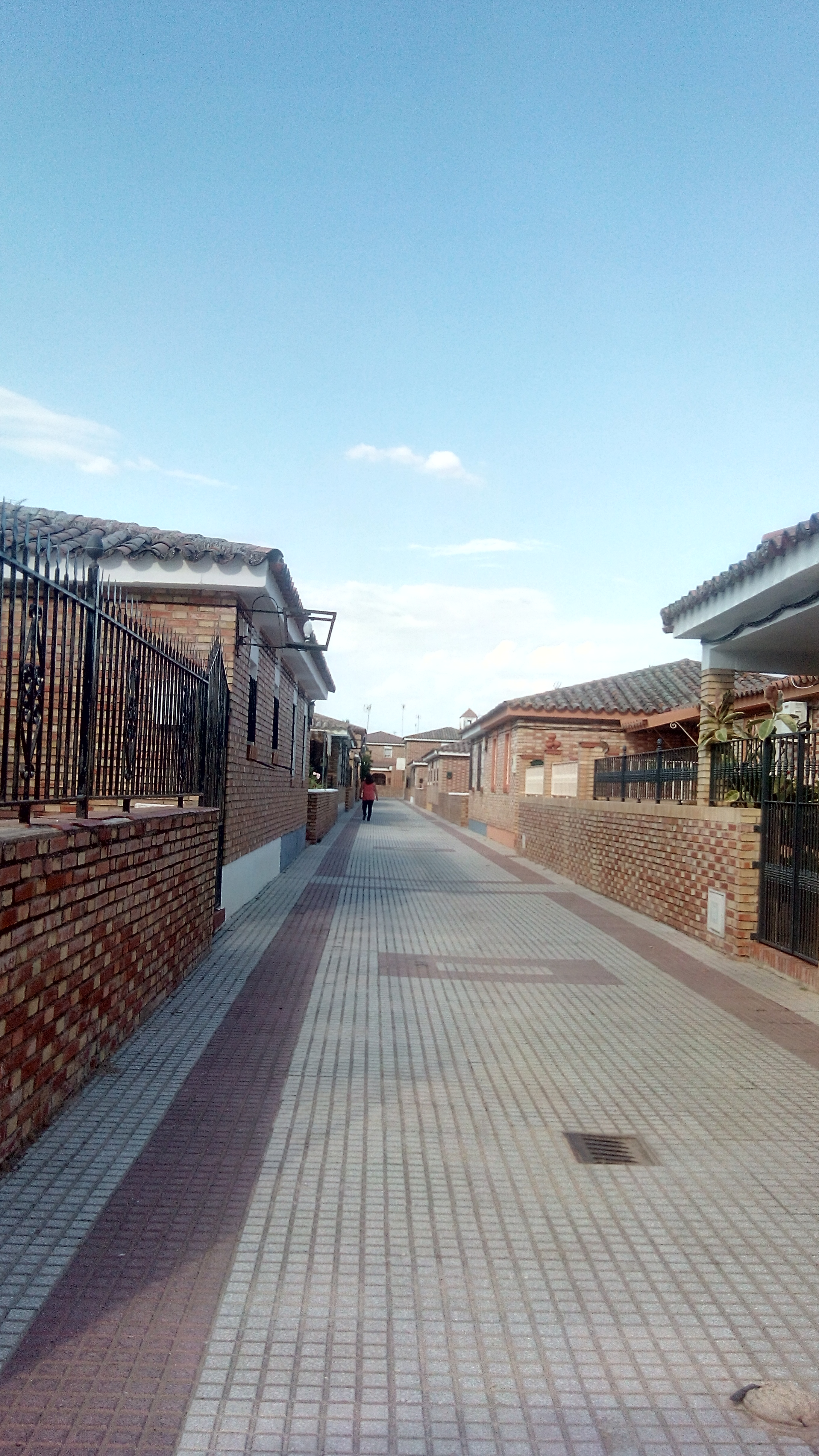
Trazado de calles y viviendas

El Priorato es concebido mediante un esquema en el que prima la sencillez y la racionalidad, constituyendo una superficie rectangular y alargada que se divide en dos por la presencia de un eje en su parte central, actuando como elemento de dinamización de la población. Los esquemas compositivos de los edificios dan importancia a los vacíos, a los retranqueos y a las relaciones entre la planta alta y la superior. Las dos zonas en las que se ubican las viviendas quedan estructuradas por medio de calles de penetración a fondo de saco para uso de vehículos. Dicho trazado presenta cortes que crean espacios intermedios, zonas de ensanche, generando un aspa de calles en continuidad que comunica con los espacios destinados a la circulación de vehículos. El trazado de las calles que dan acceso a las viviendas y permiten el tránsito de los vecinos dista del concepto tradicional imperante en los pueblos de la zona.
Las viviendas, inicialmente un total de 185, presentan como elemento destacado un jardín o porche delantero que se separa por un murete bajo de la zona de circulación. En cuanto al uso de los materiales, recurre a la alternancia del ladrillo con el blanco característico de la arquitectura del sur de la península. Exteriormente se muestran sencillas, con disposición aritmética de los huecos y en ocasiones balcones en los dormitorios principales. Son seis las distintas tipologías de viviendas que va a plantear, de una o dos alturas, las cuales posteriormente sufrirían modificaciones. Las escuelas se localizan en la zona alta del pueblo y se ordenan de acuerdo a un sistema escalonado de los dos volúmenes principales, quedando la entrada en las esquinas externas y mostrando exteriormente otro volumen simulado que se adelanta mediante un porche. Cercanas a las escuelas se sitúan las casas de los maestros, siguiendo el mismo sistema constructivo que el resto de viviendas del poblado.
Las zonas de intercambio y esparcimiento públicos se localizan en la parte central del poblado. El arquitecto proyecta aquí, en consonancia con el resto del poblado, espacios amplios que contienen edificios, tratando de generar con ello una idea de continuidad y complejidad. Así pues, presenta una gran plaza que genera a su vez otras de tamaño más reducido, pero todas ellas partícipes de un mismo concepto libre y acogedor. Los edificios muestran un aspecto unitario en el uso de sus formas, recurriendo además a la utilización de pilotis para permitir el tránsito entre los distintos espacios, conectándolos, generando zonas cubiertas y posibilitando la creación de plazoletas. Es el caso de las artesanías, una clínica con vivienda para el médico, el edificio social. El club de la 3.ª edad, ubicado en la plaza central, funciona como elemento de unión y muestra una asimetría que se basa en la supresión de la primera planta. En cuanto al cromatismo, alterna el color blanco de la planta superior con el ladrillo de la primera. Destacaba de forma más contundente en el conjunto cuando la torre-campanario de la Iglesia no estaba construida.
El denominado Centro Cívico está constituido por la Iglesia, la sacristía, el archivo, el salón parroquial y el vestíbulo, aunque hoy parte del espacio que concernía a las citadas dependencias ha sido convertido en la guardería infantil del pueblo y en patio de juegos. Para el diseño de la Iglesia, Fernández Alba continúa en la línea de la sencillez de las formas. Se centra tanto en la relación con otros espacios como en dar respuesta a las necesidades espirituales de los habitantes del poblado. En un primer momento el proyecto no contemplaba la presencia de la torre-campanario, de tal forma que el Centro Cívico se mostraba como un todo compacto e indisoluble. Sin embargo, el poder y la influencia que ostentaba en España la Iglesia católica dio lugar a uno de los casos de censura llevados a cabo desde el Instituto Nacional de Colonización, lo que provocó que finalmente se presentara un nuevo proyecto en el que sí se incluía la torre-campanario, la cual acabaría convertida en el símbolo característico del pueblo. Dicho elemento presenta una sección de forma rectangular y con cuatro tramos de altura, alejándose de la concepción tradicional de campanario y asemejándose en mayor grado a una construcción de carácter civil. El cuerpo superior se compone de ocho paneles troncopiramidales que al seccionar su parte más estrecha funcionan como amplios huecos. La cubrición se resuelve a cuatro aguas con teja árabe. En cuanto a la Iglesia, presenta planta rectangular con una única nave principal y otra lateral destinada a capilla, con su propio altar. El acceso se realiza mediante unas puertas en recodo que dan paso a un atrio situado a los pies del templo. La iluminación del interior se resuelve con el gran muro celosía del lado norte, además de las ventanas situadas en el arranque de cubiertas. En cuanto a las cubiertas, el modelo empleado recuerda a ejemplos de la arquitectura orgánica norteamericana. En el exterior se reviste de ladrillo visto y teja árabe, al igual que la torre-campanario, consiguiendo dotar así de unidad al conjunto.

## Entorno natural
Del poblado parten varias rutas para senderismo y mountain bike, las cuales recorren la vega del Guadalquivir y la zona montañosa del municipio. En la zona montañosa se puede visitar el Castillo de Setefilla, el pico Vera y el embalse de José Torán. La pedanía es atravesada por varias vías pecuarias.

## Imágenes

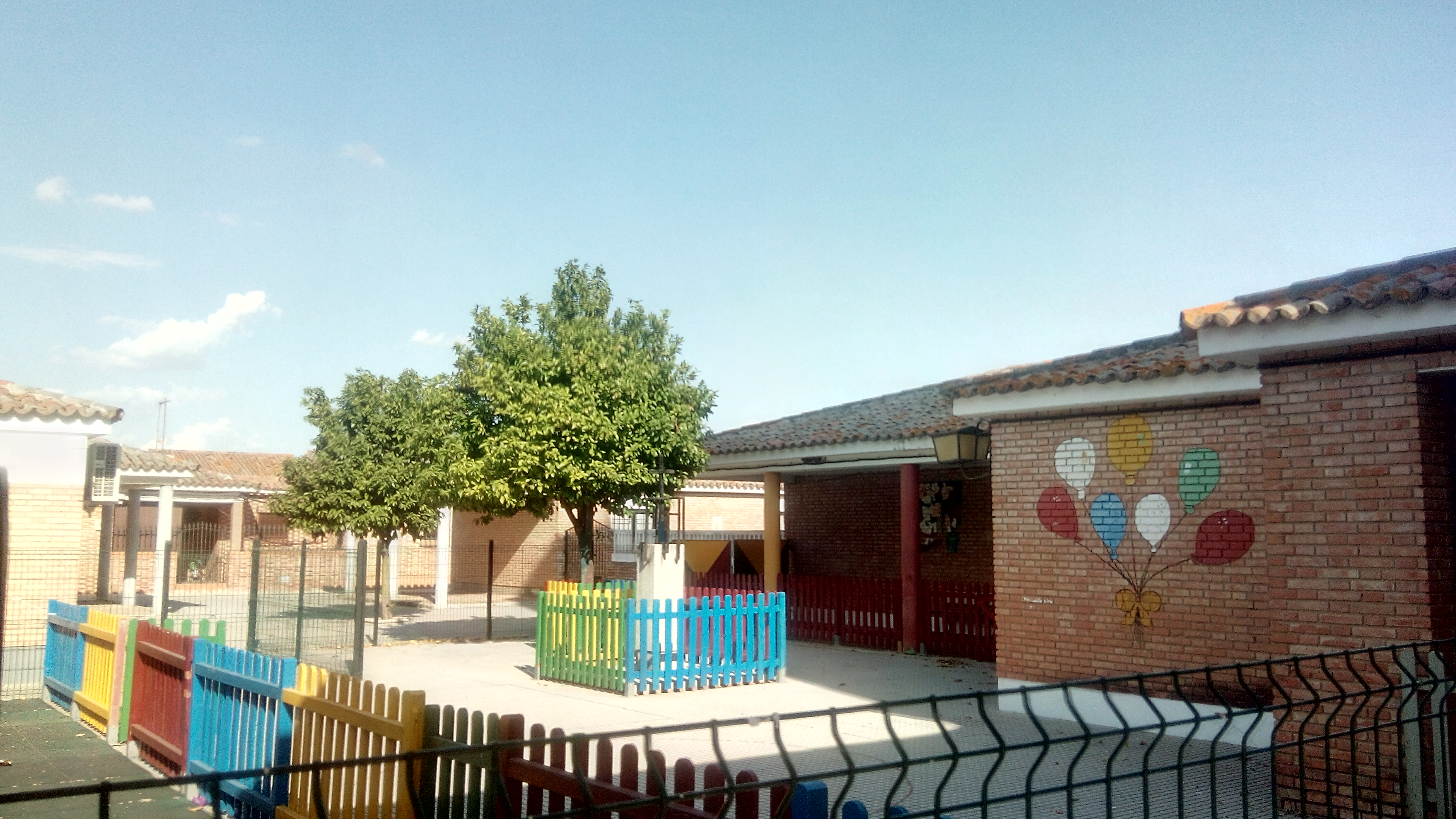
Guardería infantil, Centro Cívico
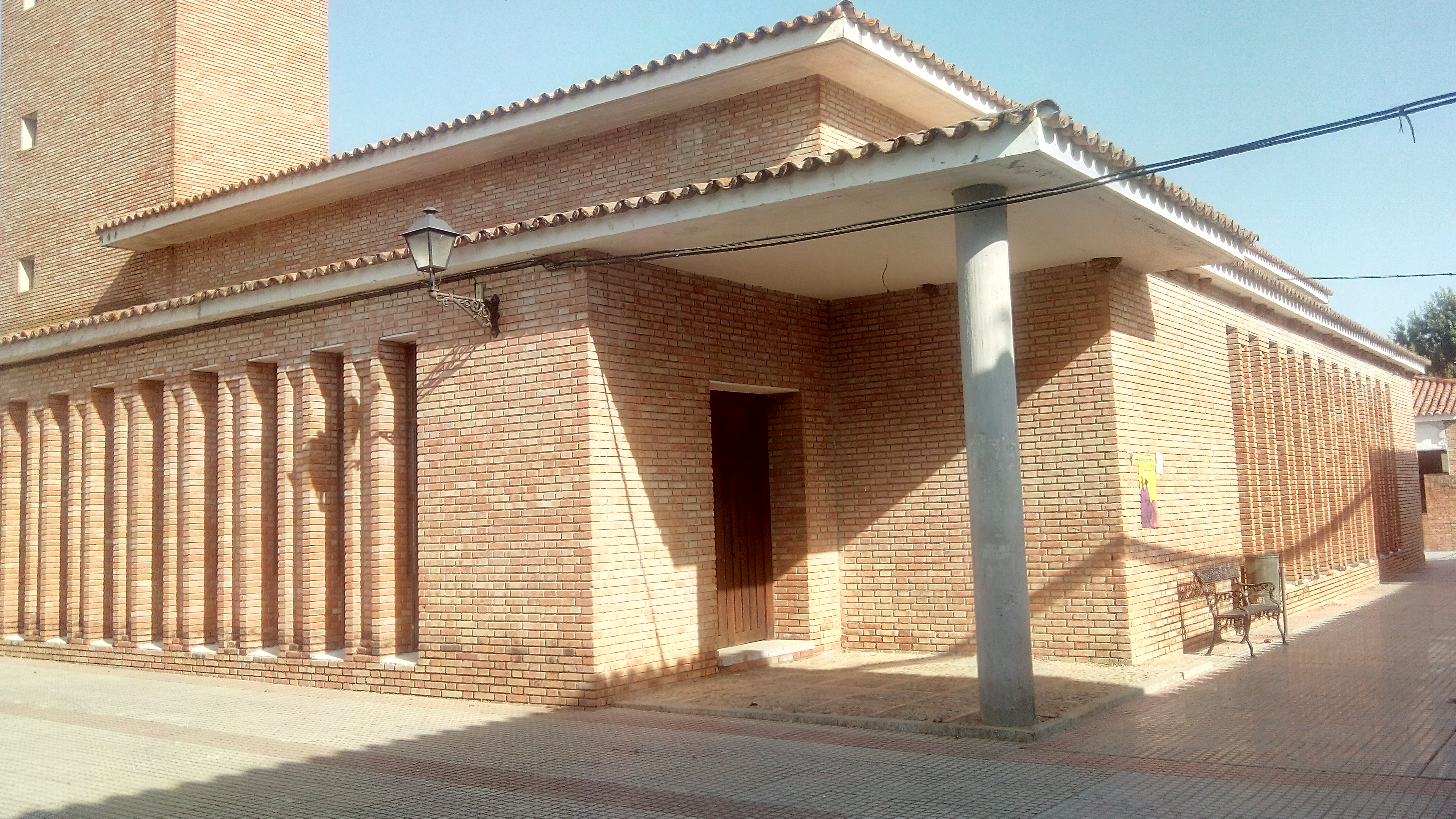
Iglesia
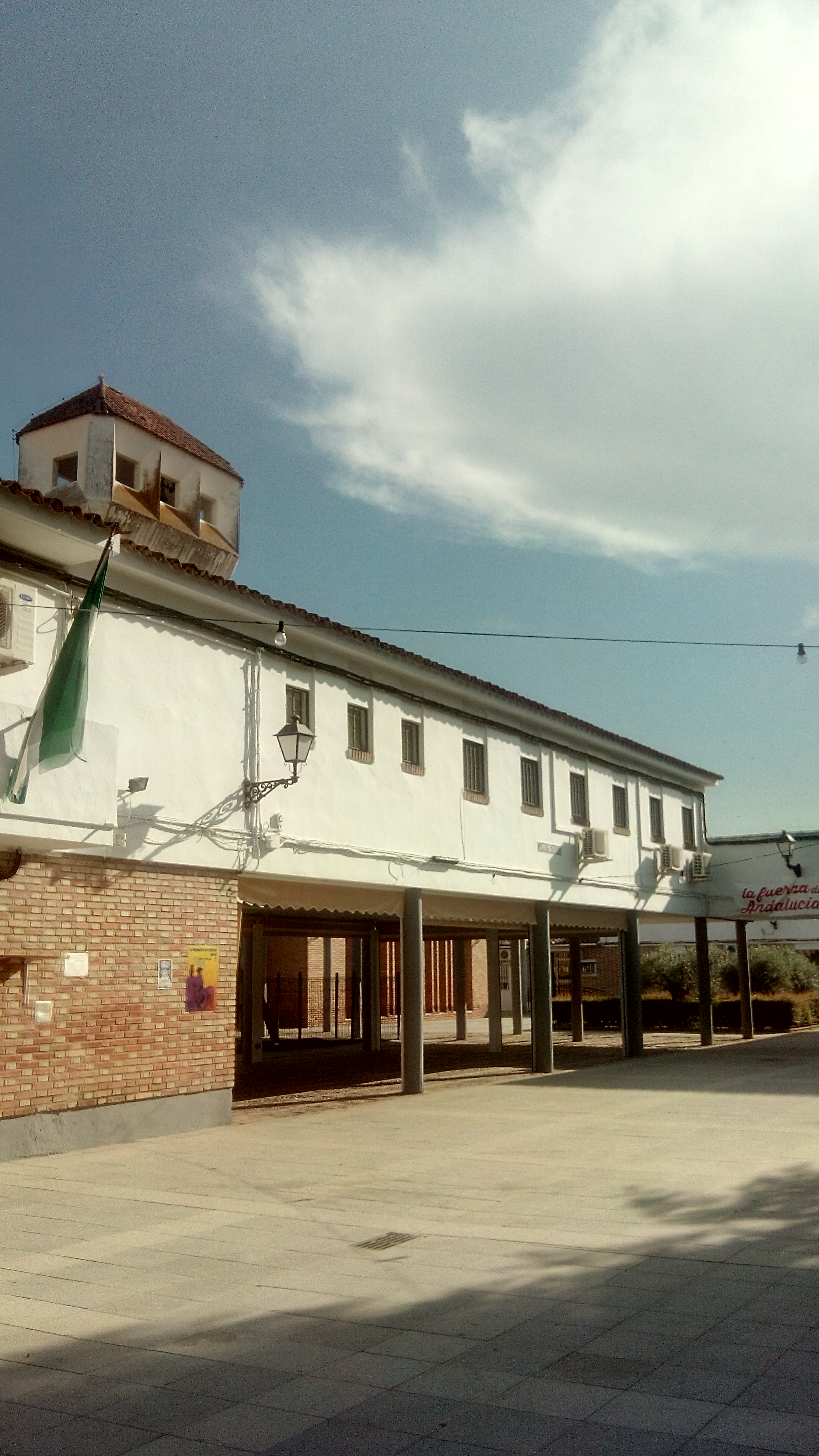
Ayuntamiento, actual club de la 3.ª edad
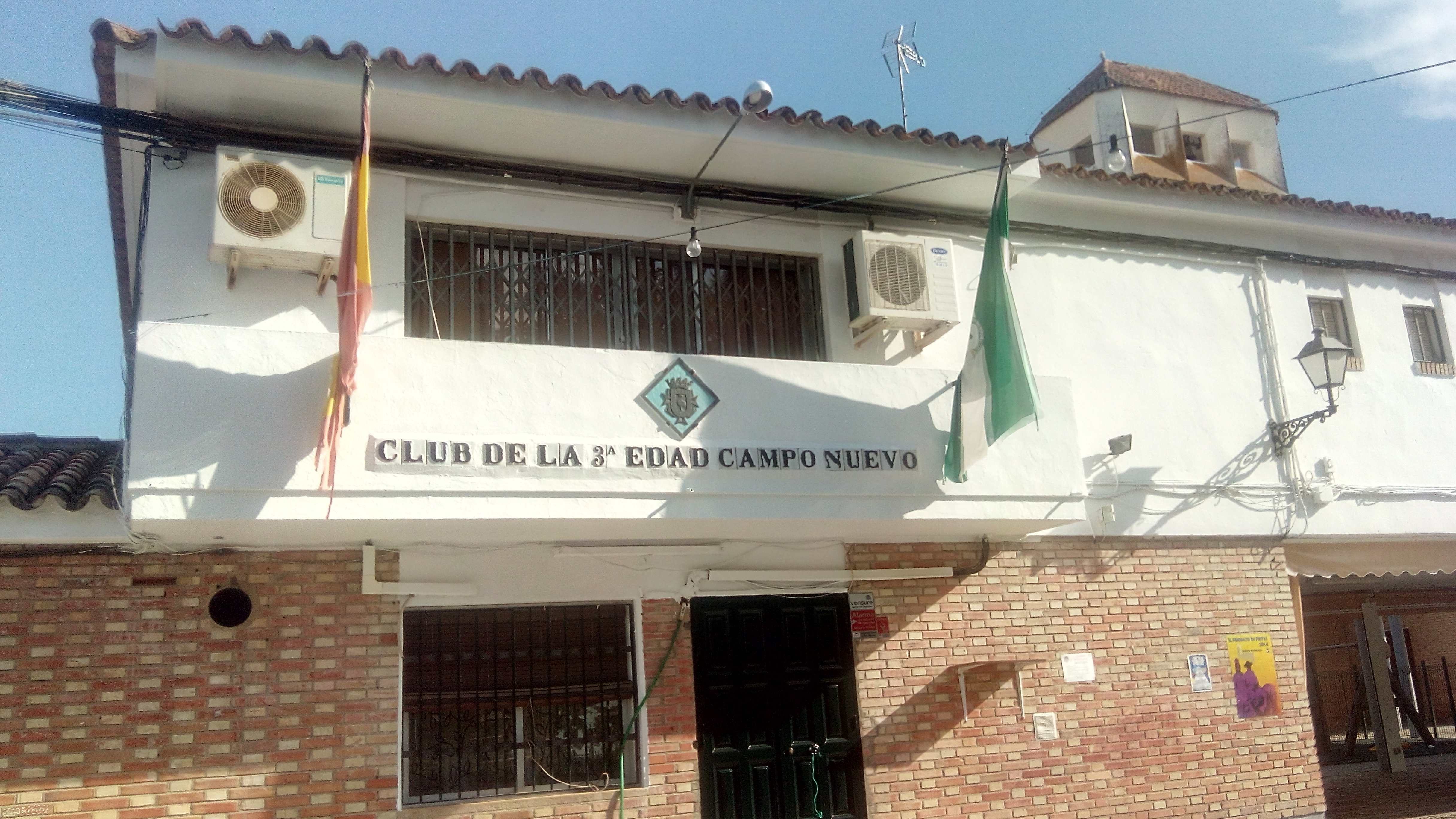
Ayuntamiento, actual club de la 3.ª edad
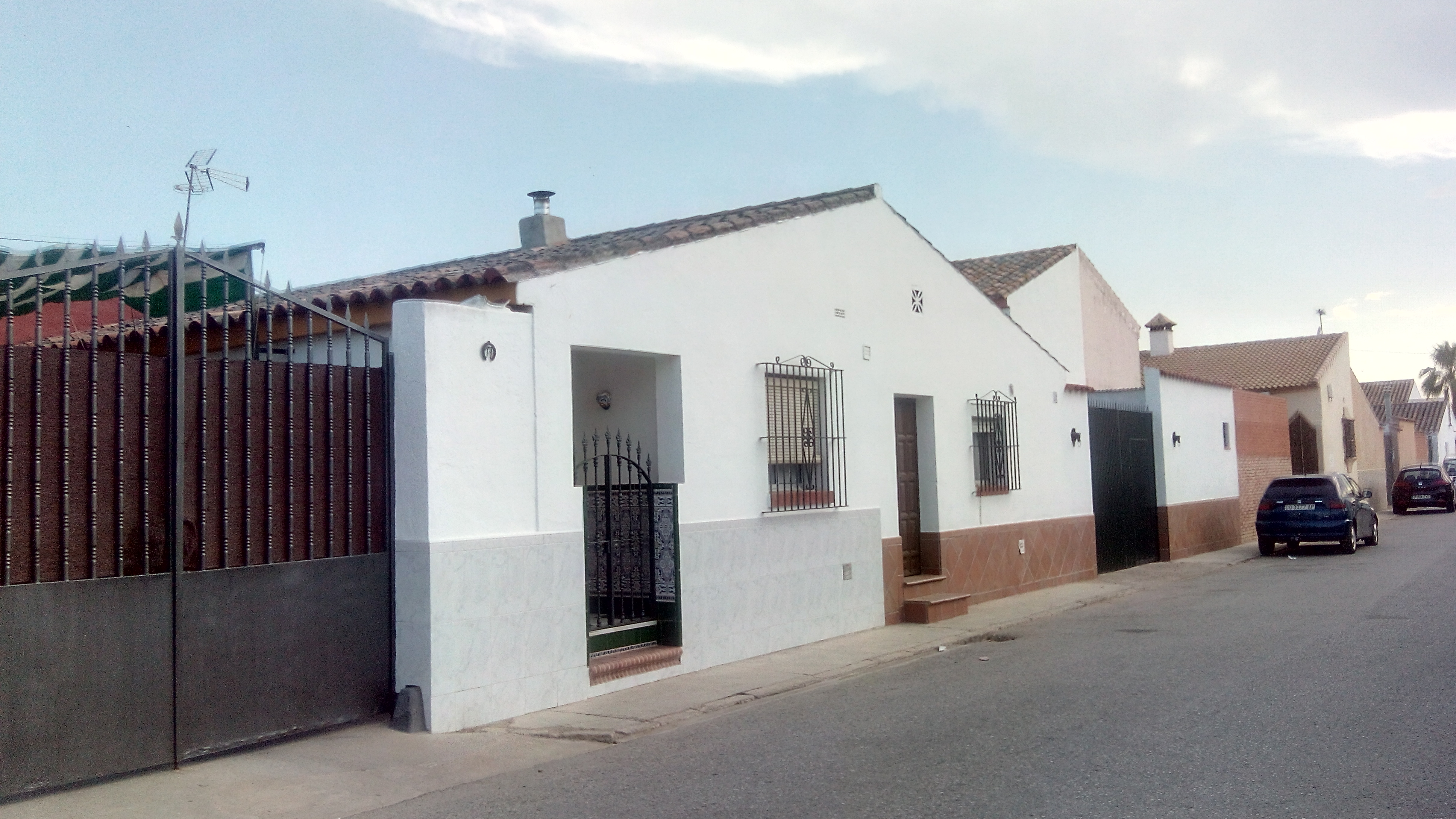
Trazado de calle y viviendas
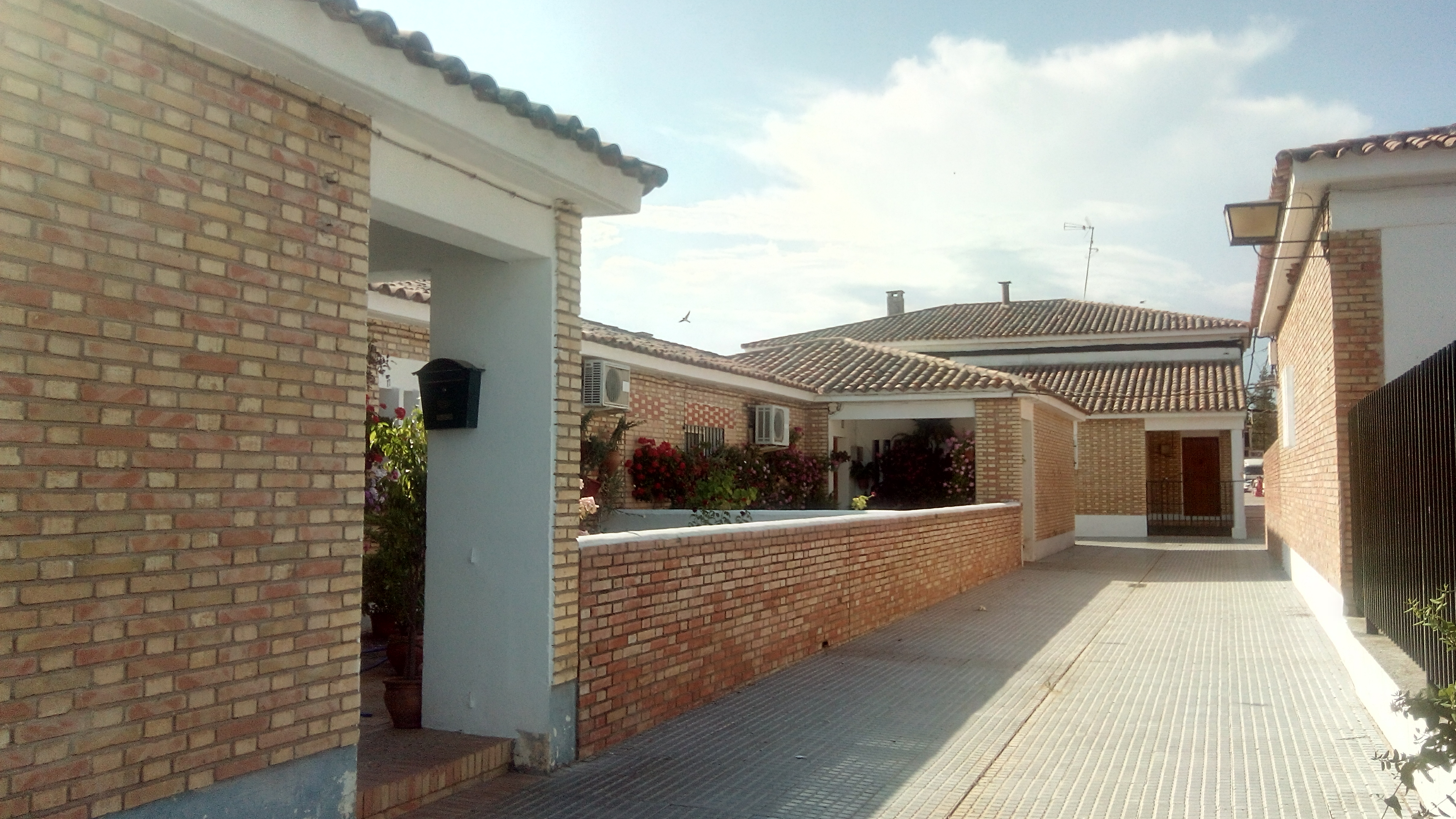
Trazado de calle y viviendas
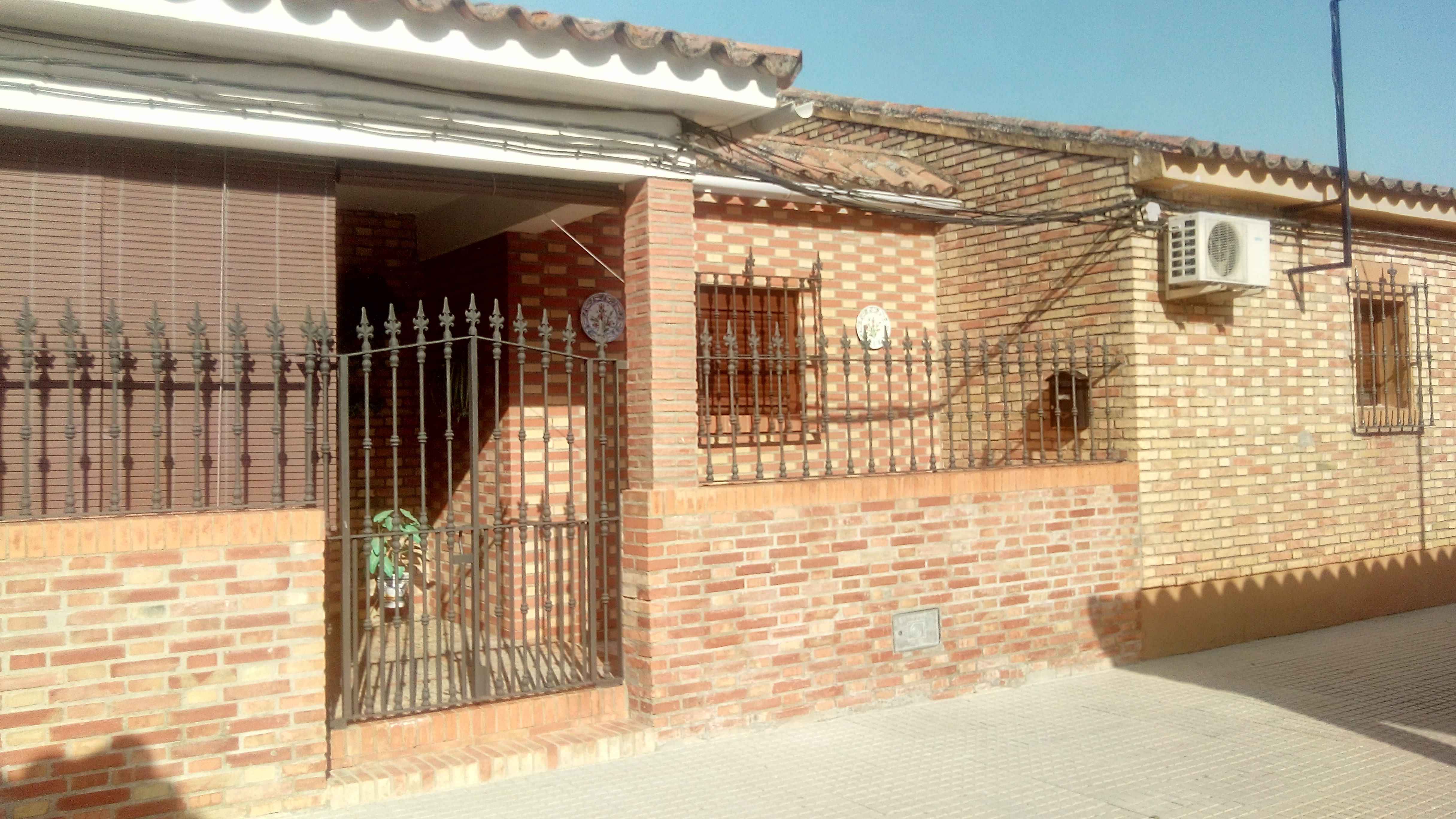
Viviendas
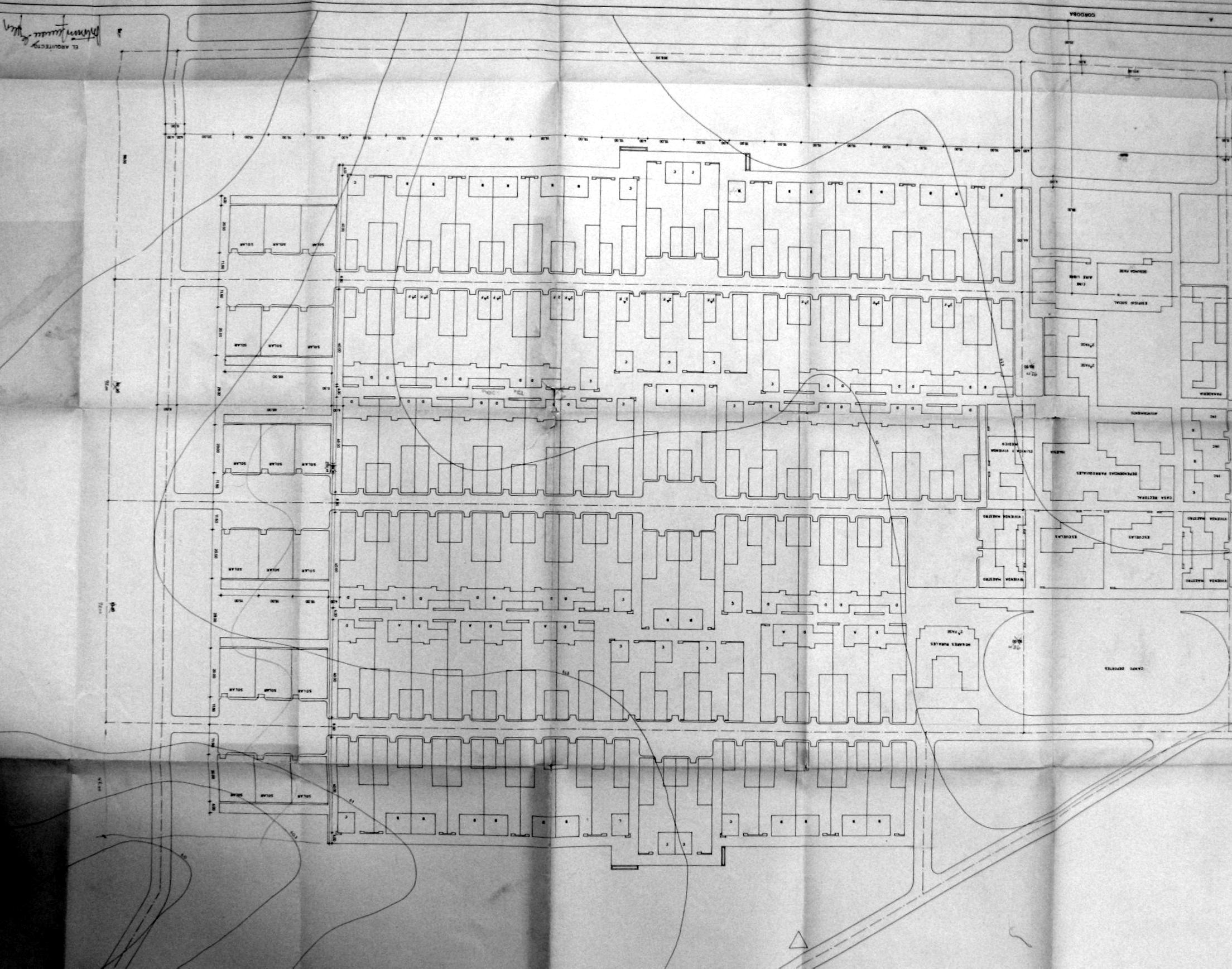
Plano de El Priorato. Zona central y este.
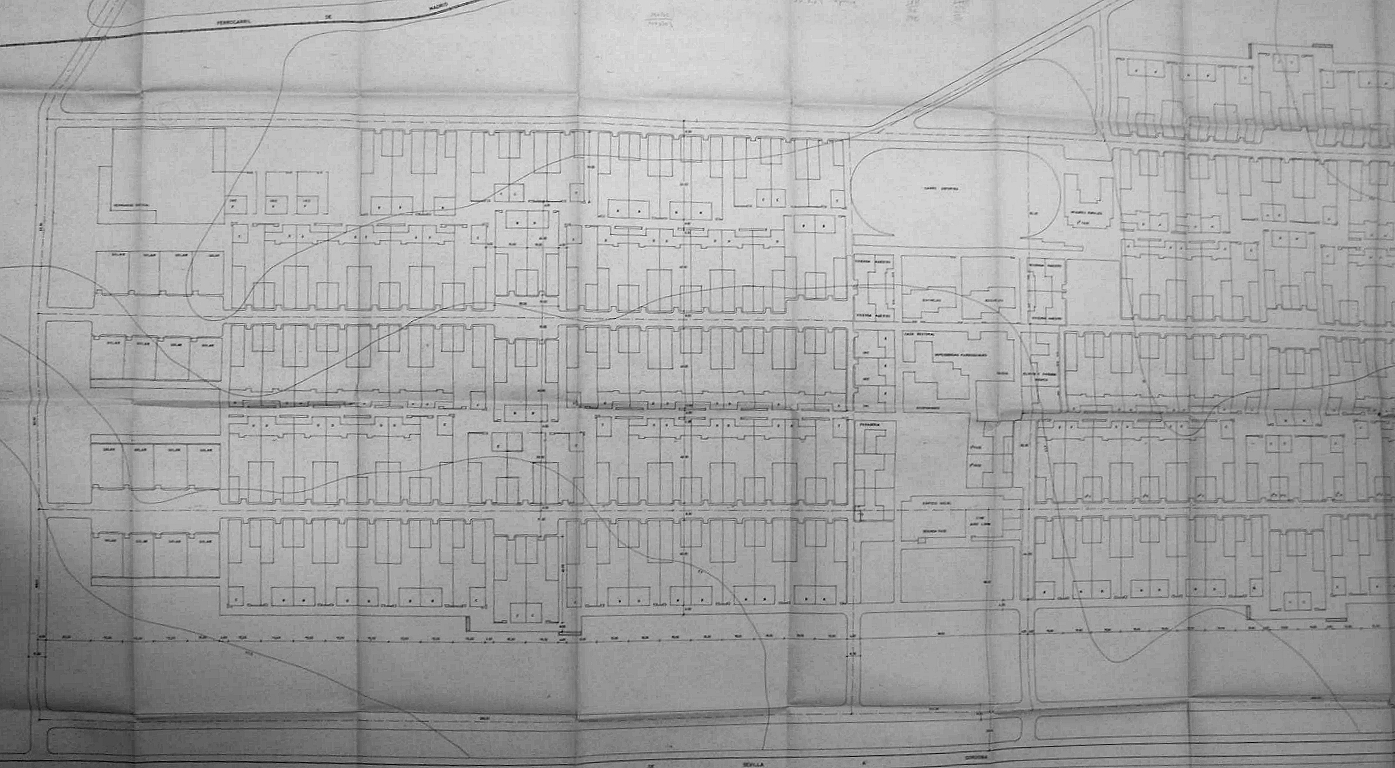
Plano de El Priorato